# XGL
XGL är en X server-arkitektur skriven av svensken David Reveman som bygger på OpenGL via glitz. 
XGL är inte fristående utan körs ovanpå den befintliga Xorg-servern. Den ursprungliga planen är att detta överlagrade system ska ersättas av en ny serverimplementation kallad Xegl, dock ligger denna i malpåse för tillfället[Gäller detta fortfarande år 2020, eller har det lagts ner helt??] och utvecklas inte. 
Fördelen med XGL är att alla objekt renderas i 3D, vilket gör att uppritningen sker snabbare då moderna grafikkort har mycket mera avancerade 3D- än 2D-funktioner inbyggda. Idag finns det till och med grafikkort som implementerar 2D rendering som ett specialfall av 3D. En annan fördel blir de utökade möjligheter till effekter och visuella gränssnitt som ett 3D-gränssnitt möjliggör. 
Från början var det tänkt att alla effekter skulle renderas med hjälp av en kompositionshanterare kallad glxcomp. Det visade sig dock vara mycket svårimplementerat utan en närmare interaktion med fönsterhanteraren. 
Detta gav upphov till fönsterhanteraren Compiz, denna hanterar fönster främst för Gnome och har för tillfället ett ej fulltständigt stöd för KDE. I slutändan är det dock tänkt att Compiz ska vara skrivbordsmiljöagnostisk och kunna användas av i alla miljöer.  
Ursprungligen utvecklades XGL av Jon Smirl, sedan hoppade David Reveman på tåget efter att ha skrivit en kompositionshanterare som magisteruppsats tillsammans med en kollega. I augusti 2005 hoppade Jon Smirl av projektet. Utvecklingen såg ut att ha avstannat helt då Novell tog över projektet och anställde David. Efter ett par månader började projektet kritiseras starkt av andra Xorg-utvecklare eftersom inga av de uppdateringar Reveman gjorde publicerades offentligt. Strax efter nyår gjorde David och Novell en så kallad "Code-drop" vilket innebär att radikala förändringar i källkoden bakportades till det officiella XGL-trädet. Sedan dess underhålls endast detta officiella kodträd.  